# Барилли, Франческо
Франческо Барилли (итал. Francesco Barilli; род. 4 февраля, 1943, Парма) — итальянский актёр, кинорежиссёр, сценарист и художник-сюрреалист.

## Биография
Родился в семье художников (внук художника Cecrope Barilli, 1839—1911). Испытывал большое влияние окружавшей его в детстве богемной среды. В юности много путешествовал, жил в Лондоне, городах Турции. Начинал карьеру в качестве актёра. В двадцать лет, в 1963 году, Франческо Барилли сыграл небольшую роль в фильме режиссёра Antonio Pietrangeli «La Parmigiana». В следующем году Бернардо Бертолуччи выбрал его в качестве исполнителя главной роли в его первом фильме «Перед революцией». Юный герой, под влиянием своего друга уверовавший в необходимость революции, порывает с невестой, навязанной ему буржуазным семейством, и вступает в связь с бунтарски настроенной сестрой матери. Постепенно он осознаёт бесплодность своего бунта и принимает решение вернуться в лоно буржуазной семьи. Впоследствии Барилли вспоминал, что Бертолуччи, чтобы он вжился в роль и ощутил настроения и переживания своего героя, заставлял его читать стихотворения Пьера Паоло Пазолини. В 1966 году сыграл главную роль в короткометражном фильме «L’urlo» режиссёра Camillo Bazzoni, выдвигавшемся в номинации «Лучший короткометражный фильм» на Золотую пальмовую ветвь Каннского кинофестиваля. В 1992 году Франческо Барилли сыграл главную роль в фильме «Sabato italiano», а в 1993 году в фильме Мауро Болоньини «La famiglia Ricordi». В 2012 году сыграл главную роль в криминальном фильме «La casa nel vento dei morti» режиссёра Francesco Campanini. В 2013 году этот фильм получил приз Gold Remi на Houston Independent Film Festival.
В 1968 году Франческо Барилли выступил ассистентом режиссёра на фильмах Camillo Bazzoni «Vivo per la tua morte» и «Commando suicida». В 1968 году режиссёр снял свой дебютный короткометражный фильм «Nardino sul Po».
В 1974 году Франческо Барилли снял полнометражный фильм в жанре giallo «Аромат дамы в черном» («Il profumo della signora in nero») с Мимзи Фармер в главной роли, вдохновлённый «Ребёнком Розмари» Романа Полянски. Молодая героиня фильма охладевает к своему жениху, её начинают посещать странные галлюцинации, связанные с забытыми образами прошлого. Неотъемлемым атрибутом этих галлюцинаций являются женщина в чёрном платье, её мать (в смерти которой она виновна), и маленькая девочка, похожая на неё в детстве. Никто из соседей и друзей не замечает её видений (или делает вид, что не замечает), что приводит к трагическим событиям… Первоначально фильм вызвал резко негативную оценку (особые упрёки вызвали фрейдистская установка авторов и сцена каннибализма в финале фильма), в настоящее время он признан одним из шедевров жанра.
В 1977 году Франческо Барилли снял фильм giallo «Пансионат страха» («Pensione paura») с Леонорой Фани и Франсиско Рабалем в главных ролях. Фильм был снят на озере Браччано в изысканных ландшафтах. Действие фильма происходит в конце II мировой войны в пришедшем в упадок отеле. После неожиданной гибели матери юная героиня фильма пытается взять в свои руки управление отелем, но оказывается во власти обезумевших от безнаказанности постояльцев.
В 1991 году снял с участием Серджио Бини в главной роли вступление «Il Casanova del Marecchio» («Казанова реки Мареккио») и заключительный апокалиптический эпизод «Деревянные церкви» («Le chiese di legno») альманаха «Особенно по воскресеньям» («La domenica specialmente»). Продолжал снимать короткометражные фильмы (всего он их снял более 10). С 1994 по 1996 годы Франческо Барилли руководил съёмками документальных фильмов для студии Geo & Geo и передач Raitre. В 2014 году его документальный фильм, посвящённый изображению Пармы в кино, был представлен на Венецианском кинофестивале.

«„Красные кресла“ — повествование и о прошлом Франческо Барилли. Он отправляется в особняк, где снимали „Перед революцией“, и рассказывает о работе над „Ароматом дамы в чёрном“. В его словах есть немного грустное смирение с несложившейся карьерой, он говорит, что сегодня больше всего любит делать документальное кино… Барилли пытается закончить фильм на оптимистической ноте, ведь в Парме и сейчас много режиссёров, но кадры из их работ под стать выстроенному в городе огромному мультиплексу».
В 2002 году снял комедийный мини-сериал для ТВ «Giorni da Leone», а в 2006—2008 годах его продолжение — «Giorni da Leone 2» (4 серии).
Сын режиссёра — неудавшийся музыкант (исполнял рэп), работает поваром.

## Особенности творчества
Лучшие фильмы режиссёра не являются классическими giallo, в большей степени они напоминают готический фильм, действие которого перенесено в XX век, или триллер. Фильмы похожи на страшный сон и поражают своей мрачной красотой. Преобладают синие и фиолетовые цвета, это помогает режиссёру создать гипнотическую атмосферу. Действия, убийств и эротики в фильмах режиссёра почти нет.
Близки фильмам и его картины. Для них характерны видения, возникающие из отношений человека с окружающим ландшафтом, непостижимым, одушевлённым тайными фантазиями; любые объекты превращаются в магические амулеты — инструменты для преобразования обычного в экстраординарное, реальность во сне.

## Деятельность в качестве художника
С 1963 года Барилли чередовал работу в кино с живописью, которая стала одним из его основных занятий. Он представил свои работы на многочисленных выставках в Италии. Среди них:
- Cinematografo, 1994
- Animalia, 1995
- Acqua, 1996
- Antologica (Парма, 2004)
- Парма, «la Galleria Sant’Andrea»[7], 2010

## Интересные факты
- Барилли разочарован в современном итальянском кино. Единственным заслуживающим внимания режиссёром современной Италии считает Паоло Соррентино.

## Избранная фильмография в качестве режиссёра
| Год  | Фильм | Режиссёр | Сценарист | Актёр |
| ---- | --- | -------- | --------- | ----- |
| 1968 | Nardino sul Po (Италия, короткометражный) | Да       |           |       |
| 1974 | Аромат дамы в чёрном (итал. Il profumo della signora in nero, Италия, 101 минута)                                                                                 | Да       | Да        |       |
| 1977 | Пансионат страха (итал. Pensione paura, Италия, Испания, 92 минуты)                                                                                               | Да       | Да        |       |
| 1991 | Эпизоды Il Casanova del Marecchio и Le chiese di legno в фильме Особенно по воскресеньям (итал. La domenica specialmente, Италия, Франция, Бельгия, 4 и 14 минут) | Да       |           |       |
| 2014 | Poltrone Rosse — Parma e il Cinema (Италия, документальный, 90 минут)                                                                                             | Да       | Да        | Да    |